# Chaudière-Bassin
Chaudière-Bassin est un lieu-dit, situé aux alentours du bassin de la rivière Chaudière dans la région de Chaudière-Appalaches près de la ville de Québec. Il était jadis le nom d'un quartier de l’ancienne ville de Saint-Romuald qui fut annexée à la ville de Lévis en 2002.

## Un lieu très ancien au Québec
Le bassin de la rivière Chaudière touche la préhistoire. À l’époque de la mer de Champlain, le niveau des eaux était de 65 mètres plus élevé qu’à l’actuel. Les caps rocheux, entourant le bassin, étaient des îles. On y a découvert des artéfacts qui, selon les archéologues de la région, seraient les plus vieux vestiges témoignant de la présence amérindienne, dans la vallée du Saint-Laurent; il y a de cela 10 500 ans, ce qui correspond à la période paléoindienne ancienne. Entre 1683 et 1700, la Mission du Sault de la Chaudière fut créé pour accueillir les abénakis fuyant les anglais qui commençaient a s'installer dans  la région du Maine. 
Au début des années 1980, le petit village commençait à subir les effets de l’étalement urbain. Dans les champs du voisinage, sur ces parcelles de terre, dont certaines furent cultivées pendant près de 300 ans, on voyait apparaître l’aménagement de quartiers résidentiels. La dernière terre, celle que l’on croit avoir duré le plus longtemps, est sans doute celle de la ferme Lemelin. Sur une carte de James Murray (gouverneur) datant de 1763, on distingue le dessin de cette première terre cultivée, aux alentours du bassin de la rivière Chaudière.

## La Rive-Sud, une ressource importante pour le développement de Québec
Pour son développement, sous les régimes français et anglais, la ville de Québec s’approvisionnait en ressources premières dans les forêts entourant le bassin de la rivière Chaudière. On n’a qu’à penser à ses besoins en matériaux de construction, comme le bois pour fabriquer madriers, planches, bardeaux, meubles, etc. Le bois de chauffage était abondant dans la région et de très bonne qualité. Le château St-Louis et le palais de l’Intendant, les deux bâtiments les plus importants de la capitale, étaient chauffés par le bois coupé aux abords de la rivière Chaudière. Pour se nourrir, Québec avait aussi recours aux producteurs de la seigneurie de Lauzon et des environs.

## Le chemin Chaudière-Kénébec
Pour rester en communication avec les territoires de la Nouvelle-Angleterre et l’Acadie, Québec devait utiliser une autre route que celle de la navigation. Ce parcours par le fleuve, le golfe et la côte américaine était très long et périlleux. Pour établir un lien plus commode avec le sud, les premiers arrivants découvrirent bientôt le chemin des Abénaquis (Chaudière-Kénébec). Ce chemin fut utilisé fréquemment par les dignitaires et les courriéristes. Les jésuites utilisaient ce passage, pour se rendre dans les territoires du Maine pour aller évangéliser les Abénaquis, ainsi que les marchands de fourrures et les voyageurs. En 1775, Benedict Arnold est venu par cette route dans le but de prendre Québec.
Du début de la colonisation, jusqu’à ce qu’on y construise une route carrossable, tous ces voyageurs ont utilisé le chemin Chaudière-Kénébec pour communiquer avec la Nouvelle-Angleterre. Ainsi, Chaudière-Bassin devenait un endroit important, car il servait de lieu de départs et d’arrivées pour le portage, reliant le bassin de la rivière Chaudière aux chutes de la Chaudière. De là est le né le nom du chemin du Sault, c’est-à-dire le chemin menant au sault de la Chaudière.
Sous le régime français, on nommait ce lieu « Bassin, Rivière du Sault de la Chaudière » ou simplement « Bassin de la Chaudière ». Le nom  « Chaudière-Bassin »  apparaît dans les registres de la ville de Saint-Romuald comme nom de quartier, vers les années 1920. Identifié d’abord à partir de 1855, sous le nom de quartier « du Sault », ce patelin avait tout ce qu’il lui faut pour mériter le nom de village. En 1893, un bureau de poste y fut aménagé et il perdura jusqu’en 1976. Une école de rang a existé de 1865 à 1968. Le commerce a occupé une place importante dans l’histoire de Chaudière-Bassin. Il y eut à l’époque : un magasin général (Roméo Couture), une boucherie (Paul-Eugène Lemelin), une cordonnerie, un hôtel-restaurant-garage (Yves Goulet), une plage-restaurant-hôtel (plage Garneau), deux auberges (Auberge Paradis, Green top cabins), un fabricant de produits pharmaceutiques (le sirop Andal des Anderson), sans oublier les artisans, les charpentiers, les commerçants de bois, de poissons et enfin les cultivateurs qui vendaient leurs produits dans la région.

## Le commerce du bois
Le commerce le plus important, marquant l’histoire de ce village, fut sans doute le commerce du bois que la compagnie Breakey a exploité à partir de 1840 environ. Chaudière-Bassin eut longtemps comme surnom « la dalle », à cause de ces grandes glissoires, qui servaient à descendre le bois dans le bassin de la rivière Chaudière. Pendant toutes ces années, ce bois, provenant de la Beauce, était scié à Ste-Hèlène-de-Breakeyville. À partir de 1878, il était amené par chemin de fer et empilé aux abords du bassin de la Chaudière. De là, il était vendu et acheminé vers l’Angleterre ou les États-Unis. Plus tard, en 1922, la « pitoune » est venu remplacer le bois scié. Embarqué dans des chalands, le bois prenait la direction des moulins à papier de Trois-Rivières. Ces activités cessèrent en 1947.

## Les ponts Davidson et Garneau
À l’embouchure de la rivière Chaudière, afin de faciliter le passage entre Saint-Romuald et Saint-Nicolas il y eut deux ponts : les ponts Davidson et Garneau.  Il faut se rappeler ici que, sans ces ponts, les traversées entre les deux rives se faisaient par bac en été et par pont de glace en hiver. Le premier pont, surnommé Davidson, a assuré ce lien de 1832 à 1852. Le pont Garneau (1890-1955) fut un objet important dans le paysage de ce hameau et il était bien utile pour les échanges entre les deux rives.
Les véhicules automobiles pouvaient circuler à deux voies sur le pont Garneau, mais aucun train ne l'a traversé.

## Un lieu de pêche
Le bassin de la Chaudière fut longtemps renommé pour son abondance et sa grande variété de poissons. Sous le régime français, ce lieu fut souvent la source de chicanes pour s’y réserver les droits de pêche. Claude de Bermen, sieur de La Martinière, fut un ce ceux-là qui s’était approprié tous les droits, au début de la seigneurie de Lauzon.

## Les activités sportives
Si la pêche était au début une source majeure en alimentation, au XXe siècle, elle fut considérée comme une activité sportive par excellence. À Chaudière-Bassin, il y eut une équipe de hockey (l’équipe Andal). Les premières pistes de ski de fond de la région y furent aménagées. Des compétitions de sauts à ski furent très populaires dans les années 1950; elles avaient lieu sur les grands caps des alentours (les caps Samson et St-Hilaire).
Voilà quelques fragments de cette histoire oubliée, celle de Chaudière-Bassin.